# كنزابورو أوي
كنزابورو أوي هو أديب ياباني متحصل على جائزة نوبل للآداب لسنة 1994. (31 يناير 1935 - 3 مارس 2023) تربى في محافظة إهيمه في جزيرة منطقة شيكوكو. عندما تحصل على جائزة نوبل أعلن توقفه عن الكتابة معلنا بأن ابنه من ذوي الاحتياجات الخاصة أصبح صوته. رشح للحصول على وسام الثقافة إلا أنه رفضه.

## أعماله المترجمة إلى العربية
| الكتاب                          | التاريخ | المترجم          | المصدر |
| ------------------------------- | ------- | ---------------- | ------ |
| مسألة شخصية                     | 1987    | وديع سعادة       |        |
| علمنا أن نتجاوز جنوننا          | 1988    | كامل يوسف حسين   |        |
| الصرخة الصامتة                  | 1998    | سعدي يوسف        |        |
| الموت غرقاً                      | 2019    | أسامة أسعد       | [ 13 ] |
| اقتلعوا البراعم، اقتلوا الأولاد | 2020    | ديمتري أفييرينوس | [ 14 ] |

## روابط خارجية
- كنزابورو أوي على موقع IMDb (الإنجليزية)
- كنزابورو أوي على موقع الموسوعة البريطانية (الإنجليزية)
- كنزابورو أوي على موقع مونزينجر (الألمانية)
- كنزابورو أوي على موقع ألو سيني (الفرنسية)
- كنزابورو أوي على موقع إن إن دي بي (الإنجليزية)
- كنزابورو أوي على موقع ديسكوغز (الإنجليزية)
- كنزابورو أوي على موقع قاعدة بيانات الفيلم (الإنجليزية)